# طبیعت بی‌جان (فیلم ۲۰۰۶)
طبیعت بی‌جان (انگلیسی: Still Life) فیلمی در ژانر درام است که در سال ۲۰۰۶ منتشر شد.